# Kozlar
Kozlar ist ein Dorf im Landkreis Tavas der türkischen Provinz Denizli. Kozlar liegt etwa 84 km südlich der Provinzhauptstadt Denizli und 45 km südlich von Tavas. Kozlar hatte laut der letzten Volkszählung 756 Einwohner (Stand Ende Dezember 2010).